# Калиманова грамота
Калимановата грамота е късен фалшификат на дарствен хрисовул, изработен през XVI век за Зографския манастир. Снабдена е със златен печат от времето на Иван Асен II и е приписана на цар Калиман.
За първи път Калимановата грамота е издадена през 1845 г. от Васил Априлов, който смята, че грамотата е истинска. През 1878 г. Константин Иречек обявява грамотата за късна компилация. Грамотата е издадена и от Йордан Иванов в „Български старини из Македония“.
Анализът на палеографията, езикът и съдържанието на грамотата показват, че тя е късен фалшификат от XVI век, направен с цел да се потвърдят някои владения на Зографския манастир. Едно от основните доказателства, че грамотата е фалшива, е присъствието на турцизми като чаршия, дюкян, махала, които няма начин да са присъствали в българския език през 1192 г. – годината, посочена в грамотата за дата, в която уж е написана. Освен това човекът, написал грамотата, явно не е знаел, че цар Калиман, управлявал Българското царство през периода 1241 – 1246, няма как да е бил на българския престол през 1192 г., когато всъщност е управлявал дядо му – цар Иван Асен I.
Няма единно мнение относно изворите, които е ползвал създателят на Калимановата грамота, когато я е създавал. Някои изследователи са на мнение, че при създаването на подправената грамота е била ползвана истинска грамота от XIII век. Така Константин Иречек твърди, че Калимановата грамота е създадена на основата на оригинална грамота на цар Калиман от 1243 г., като подкрепя мнението си с факта, че през 1243 г. наистина е имало индикт 1, както е посочено в подправения паметник. Историкът Антон Попстоилов е на мнение, че при създаването на Калимановата грамота компилаторът е ползвал оригинален хрисовул на Иван Асен II, който е бил допълнен с още имоти, за да се увеличат приходите на манастира. В своя подкрепа Попстоилов посочва златния печат на Иван Асен II, който е бил откъснат от оригинална грамота и е прикачен на преправената.
Без да изяснява въпроса за източниците на грамотата, Йордан Иванов посочва, че „в Зограф се съхраняват няколко подправени грамоти, написани от една ръка, с еднакъв език и правопис и с една вложена тенденция – да се докаже, въз основа на стари документи, правовладението на Зограф върху известни имоти“. Тези грамоти са Сводната зографска грамота, Калимановата грамота и грамотата на Андроник II Палеолог за землището на Зографския манастир, както и няколко гръцки грамоти, които също са подправени. От анализа на езика на въпросните грамоти става ясно, че авторът им се е старал да им придаде архаичност, която през XVI век би могла да заблуди турските светски и гръцките духовни власти. Като резултат се е получила „мозайка от развалена църковнославянска реч с примеси от новобългаризми, сърбизми и дори русизми във фонетиката, формите и речника: на това отгоре се мъдрят няколко нови турски и гръцки думи“. Йордан Иванов датира Калимановата грамота към началото на XVI век, но не преди 1538 г. Това становище той подкрепя с факта, че в грамотата кръглата църква „Свети Георги“ в София е наречена митрополитска, а според едно сведение на Владислав Граматик, „Свети Георги“ става митрополитска църква през 1469 г., и че като митрополитски храм „Свети Геоги“ се запазва до 1538 г., когато, по думите на един немски пътешественик, е превърната в джамия.
Въпреки че Калимановата грамота е фалшификат, това не намалява нейната историческа стойност, тъй като тя съдържа ценни податки за топонимията по време на написването на грамотата и преди това – по времето, в което са писани нейните източници. Важни са и сведенията, които грамотата дава за имотното състояние и икономическата мощ на Зографския манастир в началото на XVI век, както и за границите на неговите владения. Така според грамотата Зограф получава приходи от рибните ловища в Охридското езеро и то предимно в Струга, и от имотите си в Правица, Хандак на Долна Струма, Никопол, София, Челопечене, Горни Лозен, Долни Лозен, Охрид, Струга, Солун и село Ормилия на Халкидическия полуостров. Грамотата съдържа като цяло и сведения за културно-икономическия облик на някои български градове – така например става ясно, че в София се намирали Медни пазар и Говежди пазар, църквите „Свети Георги“ и „Свети Никола“, а в Никопол е имало риболовища и пристанище, а махалите му били Яковова, Тодорова, Логотетова и т.н.

## Текст на грамотата
| „ | Благочестив и христолюбив цар Асен, самодържец търновски и на цялата вселена, на българите и гърците и през Молдовлахия и на Угърската земя и на Будим, даже и до Венеция и [на когото] от бога е дадена власт, която се простира по цялата вселена. Не драгоценните камъни, нито бисерите и скъпоценностите [трябва] да украсяват издигналия се до царско достойнство, но това, което се отнася до божественото благочестие – прилежанието и грижата за божествените и свещени храмове и за манастирите, в които се благопребивава, а също и за непрестанното славословие на Христа бога, царя на всички, осъществявано от благочестивите и присноблажени царе, защото в тях [храмовете и манастирите] с благ разум и много старание се почита божеството; заради това на тях им се дава милостиня с богато дарение. Като следвам този път, както и бащата на царството ми, присноблажения цар Асен, а също и царувалите преди него православни царе, и като се старая повече от всички други в грижата за свещените и почитани неща, дарувах от своите божествени дарования богато божиите църкви и манастирите, в които се благопребивава, а най-много тези, които се намират на Света гора и в които няма друго действие освен голямо божие славословие. Измежду тях има един манастир, почитан на името на великия и славен мъченик Георги, в който се пее православното божие пеене на български език. И към него простря своето даруване блаженият баща на царството ми, присноблаженият цар Асен, и аз намислих да дам на този манастир много имот в Света гора, но се убоях от клетвата, защото това беше прокълнато от събора и от свещените патриарси и благочестивите царе и от нашия прадядо Йоан, великия цар на българите. Но аз ще дам много външни места на моя манастир, което искам с божие позволение, и дадох им най-напред мястото, наречено Привица, метоха и селото с всичките права и ползи от това село и с поповете, които са в това село, та да се внася всеки доход от него в манастира, а също и това, което идва от езерото и от воденицата в Хандак, и това, което идва от ловището в Мармар – всичко да се дава на манастира, също и това, което става за свещена храна на постещите в него иноци. А поменът за него [Иван Асен] и другите присноблажени царе се установява благочестиво. Златен печат. И дадох им [на манастирските братя] в град Сер метоха на храм „Свети Никола“, [който е] близо до клириците Калоян, Мануил и Константин, [и] 18 дюкяна в Калояновата чаршия. А Калоян да отговаря приходът от дюкяните да се внася в манастира. И дадох им на Дунав, на устието [?] ловище, гдето се ловят моруни, и в Никопол скеле [пристанище], също Яковата махала и Теодоровата махала и тук им дадох 15 дюкяна. Петър логотет да бъде настойник, та приходът от дюкяните, скелето и от ловището да се донася в мансастира. Царска повеля, златен печат. И после им дадох в град Сардикия, сиреч София, и дадох им митрополитския храм на светия великомъченик Георги и на свети Николай, над Медни пазар, и тук им дадох 20 дюкяна, Говежди пазар. Кир Вълчо и кир Стоян, те да се грижат да събират това, което идва от митрополията и от дюкяните, и да го носят в манастира. И в село Челопечене и тук им дадох метоха, та приходите от селото и от метоха все в манастира да се пращат. И село Горни Лозен и тук им дадох селото и метоха в храма на свети Никола. И господин Владислав да се грижи за това, което идва от селото и от метоха, всичко да се праща в манастира. И от село Долни Лозен, каквито приходи има, всичко заедно да се праща в манастира. Царска заповед е никой да няма власт върху тези имоти, които аз им дадох. Златен печат. Дадох им и мястото Лихнидон, наричано град Охрид. Тук им дадох власт да се грижи архиепископ Макарий и клирикът Мануил, и клирикът Стаматий, та приходите от града и от езерото, и от ловището Струга – всичко да се праща в манастира. Царска повеля, златен печат. И дадох им в град Солун махалата на клирика Дука с 10 дюкяна и Скерлетовата махала, и тук 10 дюкяна, и кир Константиновата махала, и тук 10 дюкяна. Всичко събрано от махалите да праща в манастира кир Константин. Царска повеля, златен печат. И пак им дадох имот в Ормилия – и тук дадох метоха в селото да бъдат заедно и каквото идва от метоха и от селото, всичко да пращат в манастира; и тук е храмът на Свети Николай. Аз, благочестивият цар Асен, самодържец на всички българи и гърци, заповядах с божия помощ манастирът, наричан Изограф, който е в Света гора на Атон и е храм на Христовия великомъченик Георги, да изгради кула, която да се нарече на името на моя син Михаил, сиреч Михаилова кула. Царска повеля, златен печат. И аз възнамерявах да дам много имот на моя манастир, но се побоях от клетвата, защото от по-рано беше забранено и решено от събора, от свещените патиарси и благочестивите царе, та им дадох места навън, според както реши бог. И заповядах да се огради местността Иванова Селимова река от края на морето до кладенеца, до вулата [?] на свети Георги; и оттук над Филиповото лозе към кръста, който е на върха на бърдото, три белега [?], вулата на свети Георги и на Пимин и на Филип; и оттук нагоре по големия път до камъка на източната страна над пътя. Тук вулата на свети Геоги и на Пимин; и оттук от Мойсеевата череша на пътя, та до Ивановата камара [?], и от Ивановата камара по пътя до старата кула и малко назад по стръмнината, и тук оставих вулата, и оттук нагоре, през върха на бърдото, гдето то се разделя – и тук кръста; и оттук през долчината по голямата река до воденицата на свети Георги, а оттук надолу до морето. Царска повеля, златен печат. А аз заповядвам така, както намерих. И ако някой престъпи тази заповед или някой от насилниците лъжесвидетелства, да не получи милостта на Господа бога и спасителя Исус Христос в съдния ден и да падне върху него клетвата на 318-те свети отци от Никея и да се счита наравно с предателя Юда. И царството ми изложи това благочестно с червено писание и с този златен печат за уверение. Месец февруари, втори ден, първи индикт, 6700 [1192] г. + Йо[ан] Калиман в Христа бога верен цар и самодържец на всички българи и гърци Асен | “ |